# Trieste (album)
Trieste to zapis koncertu zespołu Sol Invictus, jaki odbył się 28 listopada 1999 roku (zob. 1999 w muzyce) we włoskim mieście Triest.

Tony'ego Wakeforda na koncercie wspomagali Matt Howden i Sally Doherty. Płyta wydana w 2000 roku w oficynie Tursa.

## Spis utworów
1. O Rubor Sanguinis
2. Come the Morning
3. In My Garden
4. In a Garden Green
5. Remember & Forget
6. Amongst the Ruins
7. Media
8. The Fool
9. Sheath & Knife
10. The Widow
11. Fields
12. Believe Me
13. See How We Fall
14. Laws & Crowns
15. A Ship is Burning
16. Against the Modern World
17. In Europa